# PlayStation Portable
PlayStation Portable (PSP) là máy chơi trò chơi điện tử cầm tay được phát triển và tiếp thị bởi Sony Computer Entertainment. Máy được phát hành lần đầu tiên tại Nhật Bản vào ngày 12 tháng 12 năm 2004, tại Bắc Mỹ vào ngày 24 tháng 3 năm 2005 và tại khu vực PAL vào ngày 1 tháng 9 năm 2005 và là phiên bản cầm tay đầu tiên trong dòng máy chơi trò chơi PlayStation. Là máy chơi trò chơi điện tử thế hệ thứ bảy, PSP chủ yếu cạnh tranh với Nintendo DS.
Quá trình phát triển PSP đã được công bố trong E3 2003, và máy đã ra mắt trong một cuộc họp báo của Sony vào ngày 11 tháng 5 năm 2004. Khi được giới thiệu, hệ máy này là máy chơi trò chơi di động mạnh nhất và là đối thủ cạnh tranh thực sự đầu tiên của các máy chơi trò chơi điện tử cầm tay của Nintendo sau nhiều thử thách, chẳng hạn như N-Gage của Nokia, đã thất bại. Khả năng đồ họa tiên tiến của PSP khiến nó trở thành một thiết bị giải trí di động phổ biến, có thể kết nối với máy PlayStation 2 và PlayStation 3, bất kỳ máy tính nào có USB, các hệ máy PSP khác và Internet. PSP cũng có một loạt các tính năng đa phương tiện như phát lại video, và vì vậy nó cũng được coi là một trình phát media di động. PSP là máy cầm tay duy nhất sử dụng định dạng đĩa quang - Universal Media Disc (UMD) - làm phương tiện lưu trữ chính; cả trò chơi và phim đều đã được phát hành trên định dạng này.
PSP được các nhà phê bình đón nhận tích cực và bán được hơn 80 triệu bản trong suốt 10 năm tồn tại. Một số mẫu của máy đã được phát hành, trước khi dòng PSP được kế thừa bởi PlayStation Vita, phát hành tại Nhật Bản vào năm 2011 và trên toàn thế giới một năm sau đó. Vita có khả năng tương thích ngược với các trò chơi PSP được phát hành trên PlayStation Network thông qua PlayStation Store, phương thức này đã trở thành phương thức chính để mua các trò chơi PSP sau khi Sony đóng quyền truy cập cửa hàng từ PSP vào ngày 31 tháng 3 năm 2016. Các lô hàng phần cứng của PSP đã kết thúc trên toàn thế giới vào năm 2014; Sản xuất UMD cũng kết thúc khi nhà máy sản xuất chúng cuối cùng của Nhật Bản đóng cửa vào cuối năm 2016.

## Lịch sử
Sony Computer Entertainment lần đầu tiên công bố phát triển PlayStation Portable tại một cuộc họp báo trong E3 2003. Mặc dù mô hình không có mặt tại cuộc họp báo. Sony đã phát hành các chi tiết kỹ thuật mở rộng về hệ thống mới. Sau đó, CEO Ken Kutaragi đã gọi thiết bị là "Walkman của thế kỷ 21" khi nói đến khả năng đa phương tiện. Một số trang web đã bị ấn tượng bởi khả năng của thiết bị và đặt nhiều hi vọng lên hệ máy chơi trò chơi điện tử cầm tay đầy tiềm năng này.
Từ những năm 1990, Nintendo đã thống trị thị trường máy cầm tay kể từ khi ra mắt Game Boy vào năm 1989, với đối thủ cạnh tranh duy nhất là Game Gear của Sega (1990-1997), cũng như WonderSwan của Bandai (1999-2003) tại Nhật Bản. Sony đã phát hành PocketStation và đã thành công trong một thời gian ngắn tại Nhật Bản với tư cách là bước đột phá đầu tiên vào thị trường máy chơi trò chơi cầm tay.. SNK Neo Geo Pocket và N-Gage của Nokia cũng không thể chiếm được thị phần của Nintendo . Theo một nhà phân tích củaIDC vào năm 2004, PSP được gọi là "đối thủ cạnh tranh hợp pháp đầu tiên đối với sự thống trị của Nintendo trên thị trường máy chơi trò chơi điện tử cầm tay".
Những hình ảnh đầu tiên của PSP xuất hiện vào tháng 11 năm 2003 tại Sony Corporate Strategy Meeting, cho thấy một PSP với các nút phẳng và không có cần analog. Mặc dù một số người tỏ ra quan ngại về việc thiếu nút điều khiển, những nỗi sợ này đã chấm dứt khi PSP chính thức được công bố tại cuộc họp báo Sony trong E3 2004. Ngoài việc công bố thêm chi tiết về hệ thống và các phụ kiện của nó, Sony cũng đã phát hành danh sách 99 công ty phát triển, cam kết hỗ trợ cho thiết bị cầm tay mới. Một số bản chơi thử trò chơi của PSP, chẳng hạn như "Metal Gear Acid" của Konami và "Wipeout Pure" của SCE Studio Liverpool cũng được trình chiếu tại hội nghị.

## Phát hành
Vào ngày 17 tháng 10 năm 2004, Sony thông báo rằng PSP sẽ ra mắt tại Nhật Bản vào ngày 12 tháng 12 năm 2004, với mức giá 19.800 Yên (khoảng 181 đô la Mỹ năm 2004) cho bản thường và 24.800 (khoảng 226 đô la Mỹ năm 2004) cho bản Value System . Việc ra mắt hệ máy mới là một thành công lớn với hơn 200.000 máy được bán trong ngày đầu tiên. Các vỏ màu sắc khác nhau cũng được bán trong gói, chi phí cao hơn khoảng 200 đô la. Sony công bố vào ngày 3 tháng 2 năm 2005, rằng PSP sẽ được bán ở Bắc Mỹ vào ngày 24 tháng 3 năm 2005, chỉ duy nhất một cấu hình US $ 249 / CA $ 299. Một số người chơi tỏ ra lo ngại về mức giá cao này, cao hơn gần 20 USD so với giá tại Nhật Bản và cao hơn 100 USD so với Nintendo DS Nintendo DS.. Mặc kệ quan ngại, việc ra mắt tại Bắc Mỹ của PSP vẫn thành công. Sony cho biết 500.000 máy đã được bán ra trong hai ngày đầu mở bán mặc dù cũng có báo cáo rằng con số này thấp hơn kỳ vọng.
PSP ban đầu được dự định ra mắt đồng thời ở PAL và Bắc Mỹ , nhưng vào ngày 15 tháng 3 năm 2005, Sony thông báo việc ra mắt hệ PAL sẽ bị trì hoãn vì nhu cầu cao ở Nhật Bản và Bắc Mỹ. Một tháng sau, vào ngày 25 tháng 4 năm 2005, Sony thông báo rằng PSP sẽ tiếp tục ra mắt bằng hệ PAL vào ngày 1 tháng 9 năm 2005, với giá € 249 / £ 179. Sony giữ giá, cao hơn gần 100 USD so với Bắc Mỹ, bằng cách chỉ ra rằng người tiêu dùng Bắc Mỹ phải trả thuế bán hàng địa phương và thuế VAT cao hơn ở Anh so với Mỹ. Mặc dù giá cao, việc ra mắt thành công vang dội, bán được hơn 185.000 máy tại Anh, bán hết toàn bộ kho hàng trên toàn nước Anh trong vòng ba giờ sau khi ra mắt, tăng hơn gấp đôi kỷ lục doanh số bán hàng đầu tiên của 87.000 được thiết lập bởi Nintendo DS. PSP cũng đạt được thành công lớn ở các khu vực khác với hơn 25.000 đơn vị được đặt hàng trước tại Úc và gần một triệu đơn vị được bán trên khắp châu Âu trong tuần đầu tiên.

## Phần cứng

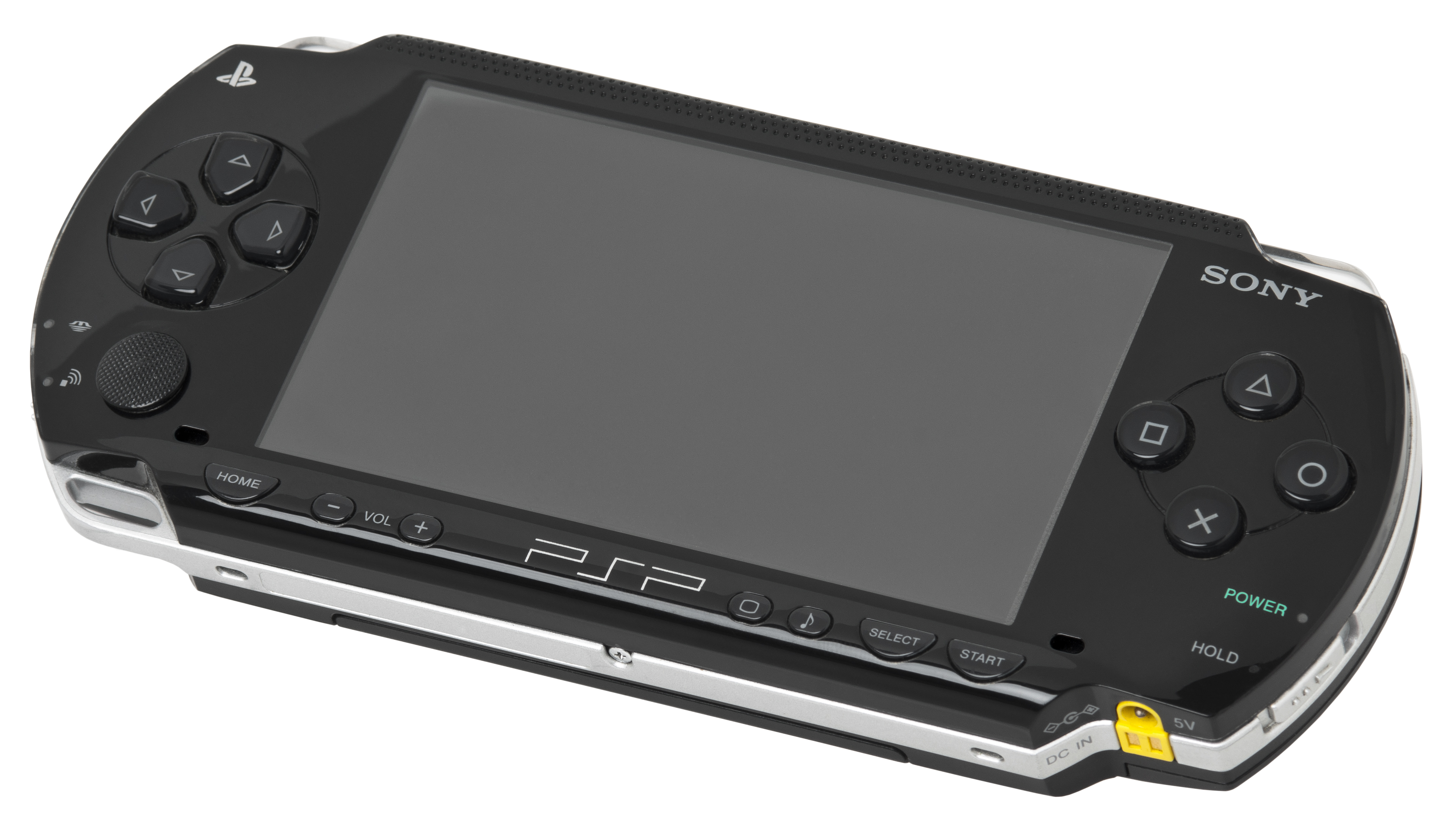
Một máy PSP-1000: các nút vai ở trên cùng, phím điều hướng ở bên trái với cần analog "nub" tương tự ngay bên dưới, các nút trên mặt PlayStation ở bên phải và một hàng nút phụ bên dưới màn hình.

PlayStation Portable áp dụng định dạng "bar" phổ biến. Mô hình ban đầu có kích thước đo lường khoảng 6.7 x 2.9 x 0.9 inches (170 x 74 x 23 mm) và nặng 9,9 ounce (280 g). Mặt trước của máy là màn LCD 4,3 inch (110 mm) có khả năng hiển thị độ phân giải 480 & × 272 pixel với 24-bit màu, vượt trội so với Nintendo DS. Ngoài ra ở mặt trước của thiết bị có bốn nút trên mặt PlayStation (, , , ); phím điều hướng, cần analog "nub" tương tự và một số nút khác. Hệ máy cũng có hai nút ở vai, cổng USB 2.0 mini-B ở trên cùng của máy, và công tắcWLAN và đầu vào cáp nguồn ở phía dưới. Mặt sau của PSP có ổ đĩa Universal Media Disc (UMD) chỉ đọc để truy cập phim và trò chơi, đồng thời một đầu đọc tương thích vớiMemory Stick PRO Duo của Sony flash card nằm ở bên trái của hệ thống. Các tính năng khác bao gồm IrDA - cổng hồng ngoại tương thích và đầu nối docking hai chân (tính năng này đã ngừng hoạt động trong PSP-2000 trở lên); loa âm thanh nổi tích hợp và cổng tai nghe; vàIEEE 802.11b Wi-Fi để truy cập Internet, chơi trò chơi nhiều người chơi trực tuyến miễn phí qua PlayStation Network và truyền tải dữ liệu.
PSP sử dụng hai CPU dựa trên MIPS32 R4000 R4k 333 MHz, làm CPU chính và Media Engine, GPU chạy ở tốc độ 166 MHz và bao gồm RAM chính 32 MB (64 MB trên các mẫu PSP-2000 trở lên) và 4 MB DRAM nhúng, phân chia giữa GPU nói trên và Media Engine. Phần cứng ban đầu buộc phải chạy chậm hơn khả năng của nó; hầu hết các trò chơi chạy ở 222 MHz. Tuy nhiên, với bản cập nhật firmware 3.50 vào ngày 31 tháng 5 năm 2007, Sony đã loại bỏ giới hạn này và cho phép các trò chơi mới chạy ở 333 MHz.

PSP được cung cấp năng lượng bởi một viên pin 1800 mAh (1200 mAh trên các mẫu 2000 và 3000) đem lại khoảng từ ba đến sáu giờ chơi, từ bốn đến năm giờ phát video hoặc từ tám đến mười một giờ phát âm thanh.

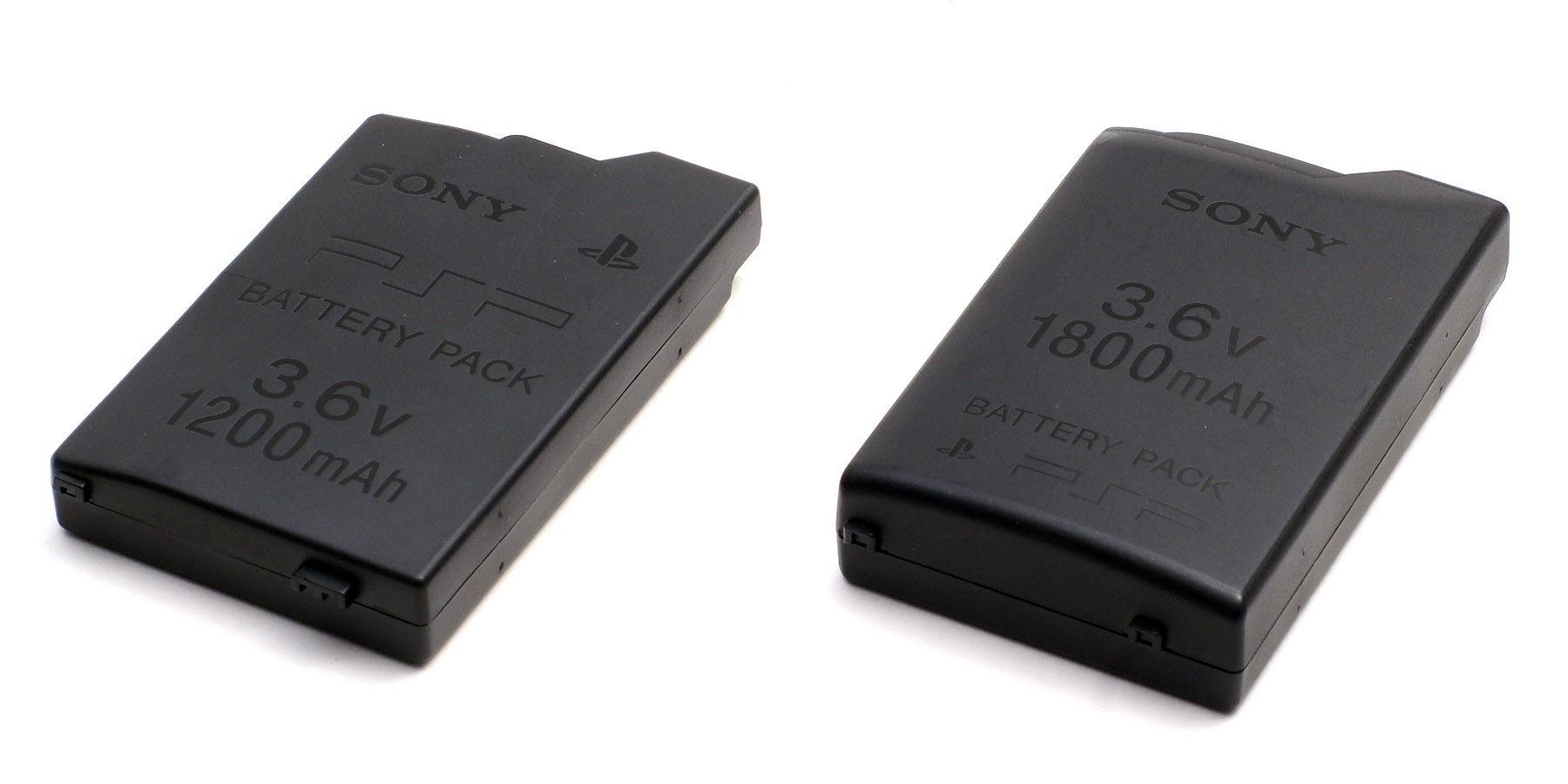
Hai viên pin tiêu chuẩn có kích thước khác nhau

Để làm cho thiết bị mỏng hơn, dung lượng pin của PSP đã được giảm từ 1800 mAh xuống còn 1200 mAh trong các mẫu PSP-2000 và 3000. Tuy nhiên, do sử dụng điện năng hiệu quả hơn, thời gian chơi dự kiến vẫn bằng với các mẫu cũ hơn. Pin dung lượng cao chính hãng vẫn hoạt động trên các mẫu mới hơn, giúp tăng thời gian chơi, mặc dù nắp pin sẽ có thể không vừa. Pin mất khoảng 1,5 giờ để sạc và chơi liên tục trong khoảng từ 4 tiếng rưỡi đến 7 tiếng tùy thuộc vào các yếu tố như việc cài đặt độ sáng màn hình, sử dụng WLAN và mức âm lượng. Vào tháng 3 năm 2008, Sony đã phát hành Bộ pin kéo dài tuổi thọ tại Nhật Bản, bao gồm một pin 2200 mAh lớn hơn với một nắp vừa vặn. Tại Nhật Bản, bộ dụng cụ này được bán với bìa có màu cụ thể phù hợp với nhiều biến thể PSP có sẵn. Bộ của Bắc Mỹ phát hành vào tháng 12 năm 2008 được cung cấp thêm hai nắp pin mới; một màu đen và một màu bạc.

## Phần mềm

### Phần mềm hệ thống
PSP chạy hệ điều hành tùy chỉnh được gọi là Phần mềm Hệ thống, có thể được cập nhật qua Internet hoặc bằng cách tải bản cập nhật từ Thẻ nhớ hoặc UMD. Sony không cung cấp phương pháp hạ cấp phần mềm.
Mặc dù các bản cập nhật Phần mềm Hệ thống có thể được sử dụng với máy từ bất kỳ khu vực nào, Sony khuyến nghị chỉ tải xuống các bản cập nhật được phát hành cho khu vực của riêng nó. Các bản cập nhật Phần mềm Hệ thống đã bổ sung nhiều tính năng, bao gồm cả trình duyệt web, hỗ trợ Adobe Flash, codec bổ sung cho các phương tiện khác nhau, kết nối PlayStation 3 (PS3) và các bản vá chống lại việc khai thác bảo mật (và thực thi các chương trình homebrew). Phiên bản gần đây nhất, được đánh số 6.61, được phát hành vào ngày 15 tháng 1 năm 2015.

## Thiết kế

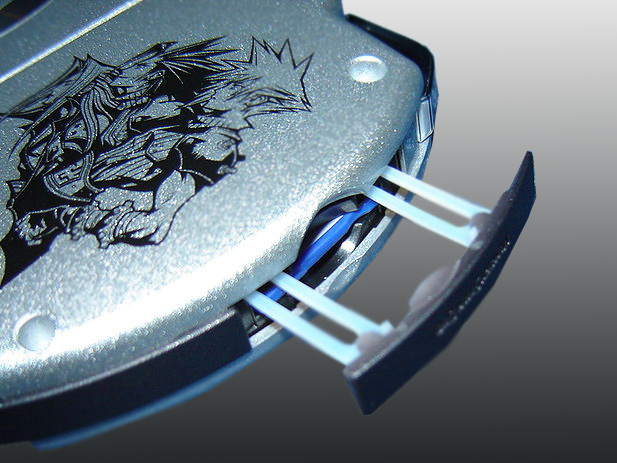
Khe Memory Stick PRO Duo trên máy PSP Slim phiên bản Final Fantasy VII: Crisis Core

### PSP-2000
PSP-2000, tiếp thị ở các nước PAL với tư cách là "PSP Slim", là thiết kế lại đầu tiên của PlayStation Portable. PSP-2000 mỏng và nhẹ hơn so với PSP ban đầu, giảm từ 0,91 đến 0,73 inch (23 đến 18,6 mm) và từ 9,87 đến 6,66 ounce (280 đến 189 g). Tại E3 2007, Sony đã công bố thông tin về một phiên bản mỏng và nhẹ hơn cho thiết bị được phát hành lần đầu tại Hồng Kông vào ngày 30 tháng 8 năm 2007, ở Châu Âu vào ngày 5 tháng 9, ở Bắc Mỹ vào ngày 6 tháng 9, ở Hàn Quốc vào ngày 7 tháng 9 và ở Úc vào ngày 12 tháng 9.
Cổng nối tiếp đã được sửa đổi để phù hợp với tính năng xuất video mới, khiến nó không tương thích với các máy PSP cũ hơn. Trên PSP-2000, trò chơi chỉ xuất ra màn hình ngoài và TV ở chế độ quét liên tục. Các đầu ra video không phải trò chơi hoạt động ở chế độ liên tục hoặc xen kẽ. Tính năng sạc qua USB được giới thiệu và D-Pad đã được đưa ra để đáp lại những phàn nàn về hiệu suất kém và khả năng phản hồi của các nút đã được cải thiện.
Các thay đổi khác bao gồm các mô-đun WLAN được cải tiến và bộ điều khiển vi mô, đồng thời, màn hình LCD sáng hơn. Để cải thiện thời gian tải lâu của UMD trên PSP gốc, bộ nhớ trong (RAM và ROM Flash) đã được tăng gấp đôi từ 32 MB lên 64 MB, một phần của bộ nhớ này hiện hoạt động như một bộ nhớ đệm, cũng cải thiện hiệu suất của trình duyệt web.

### PSP-3000

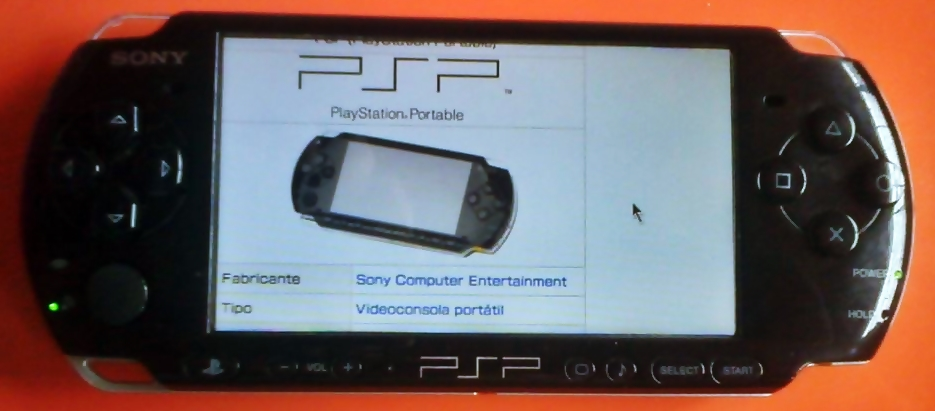
PSP 3000 ở Wikipedia tiếng Tây Ban Nha

So với PSP-2000, 3000, được bán trên thị trường ở các khu vực PAL là "PSP Slim & Lite" hoặc "PSP Brite", có màn hình LCD được cải tiến với dải màu tăng lên, gấp năm lần tỷ lệ tương phản, thời gian phản hồi điểm ảnh giảm một nửa, cấu trúc điểm ảnh phụ mới và công nghệ chống phản xạ để giảm độ chói ngoài trời. Khay đĩa, logo và các nút đều được thiết kế lại và thêm micrô. Giờ đây, các trò chơi có thể được xuất ở dạng video thành phần hoặc video tổng hợp bằng cáp đầu ra video. Một số cửa hàng gọi mô hình này là "một bản nâng cấp nhỏ".
PSP-3000 được phát hành tại Bắc Mỹ vào ngày 14 tháng 10 năm 2008, tại Nhật Bản vào ngày 16 tháng 10, tại Châu Âu vào ngày 17 tháng 10, và ở Úc vào ngày 23 tháng 10. Trong bốn ngày đầu tiên được bán tại Nhật Bản, PSP-3000 đã bán được hơn 141.270 máy, theo Famitsu; nó đã bán được 267.000 máy trong tháng 10.
Khi phát hành, xảy ra vấn đề với màn hình khi các đối tượng chuyển động trên PSP-3000 đã được xác nhận. Sony thông báo vấn đề này sẽ không được khắc phục.

### PSP Go (N1000)

Logo của PSP Go

PSP Go (model PSP-N1000) được phát hành vào ngày 1 tháng 10 năm 2009, tại các vùng lãnh thổ Bắc Mỹ và Châu Âu, và vào ngày 1 tháng 11 tại Nhật Bản. Nó đã được tiết lộ trước E3 2009 thông qua dịch vụ video theo yêu cầu Qore của Sony. Thiết kế của nó khác biệt đáng kể so với các mẫu PSP khác.
Thiết bị này nhẹ hơn 43% và nhỏ hơn 56% so với PSP-1000 gốc, nhẹ hơn 16% và nhỏ hơn 35% so với PSP-3000. Pin có thể sạc lại của nó không nhằm mục đích tháo ra khi sử dụng. Nó có màn hình LCD 3,8 inch (97 mm) 480 × 272 pixel, có thể trượt lên để hiển thị các điều khiển chính. Hình dạng tổng thể và cơ chế trượt tương tự như thiết bị Internet mylo COM-2 của Sony..

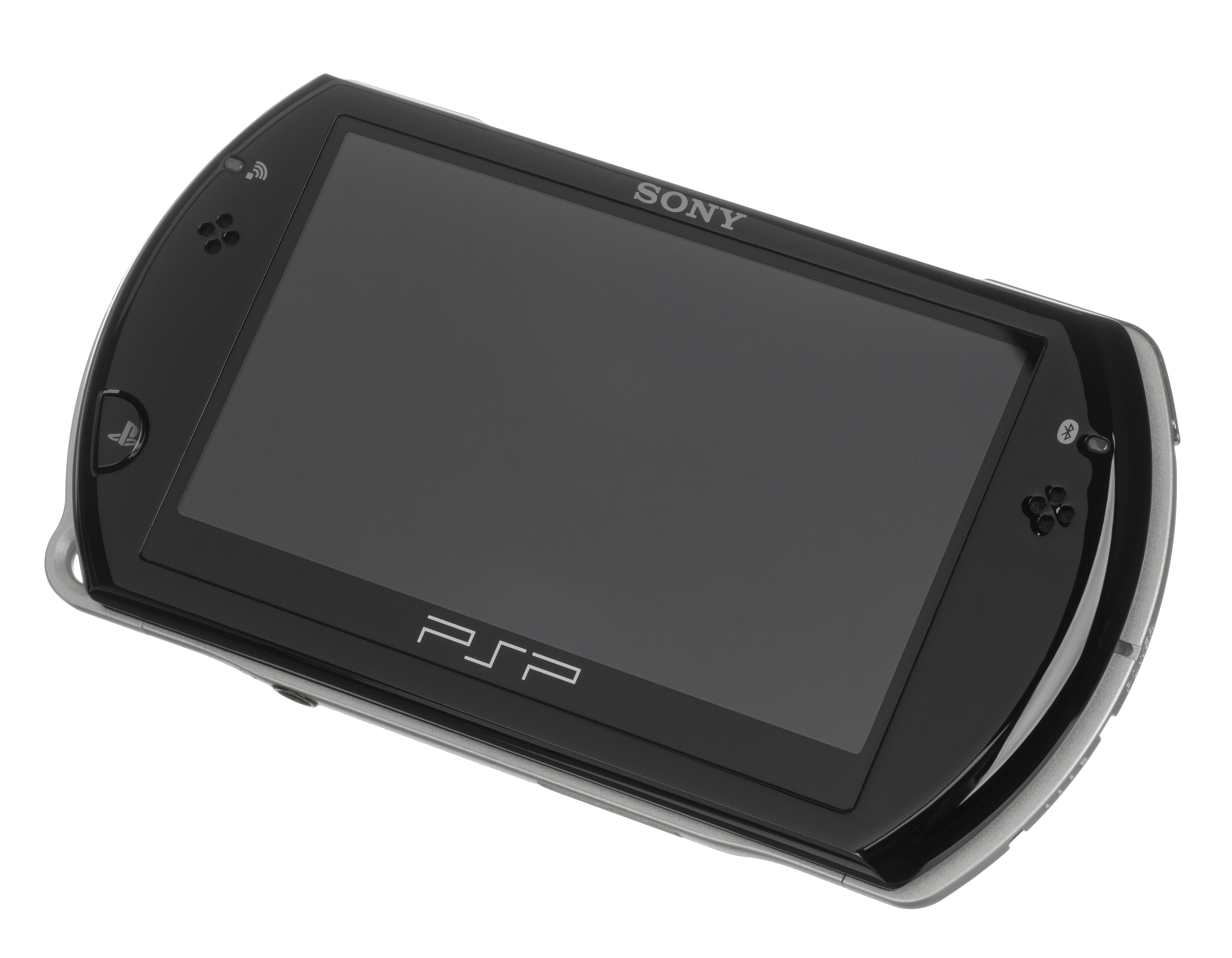
Mặt trước của một PSP Go khi đóng lại.

Các tính năng của PSP Go là 802.11b giống như những tiền nhiệm, mặc dù cổng USB đã được thay thế bằng một đầu nối độc quyền. Cáp tương thích kết nối với cổng USB của các thiết bị khác được kèm sẵn thiết bị. Đầu nối đa chức năng mới cho phép đầu ra video và âm thanh với cùng một đầu nối sử dụng cáp AV hỗn hợp hoặc thành phần tùy chọn. Như với các mẫu trước đó, Sony cũng cung cấp một giá đỡ (PSP-N340) để sạc, ra video và truyền dữ liệu USB trên PSP Go. Mô hình này hỗ trợ thêm kết nối Bluetooth, cho phép chơi trò chơi bằng bộ điều khiển Sixaxis hoặc DualShock 3. Việc sử dụng giá đỡ với máy cho phép người chơi sử dụng PSP Go như một thiết bị di động và như một máy riêng biệt, mặc dù đầu ra không được nâng cấp. Có thể chơi các trò chơi PlayStation 1 ở chế độ toàn màn hình bằng cáp AV / linh kiện hoặc giá đỡ.
PSP Go thiếu ổ UMD và thay vào đó là bộ nhớ flash trong 16 GB, có thể được mở rộng lên đến 32 GB với việc sử dụng thẻ nhớ Memory Stick Micro (M2). Trò chơi phải được tải xuống từ PlayStation Store. Việc loại bỏ ổ UMD nhằm để khóa thiết bị theo vùng  vì nó phải được liên kết với một tài khoản PlayStation Network duy nhất. Trong khi PSP Go có thể tải xuống trò chơi cho chính nó, người dùng cũng có thể tải xuống và chuyển trò chơi sang thiết bị từ PlayStation 3, hoặc phần mềm dựa trên Windows là Media Go.
Tất cả các trò chơi PSP và PlayStation có thể tải xuống dành cho các mẫu PSP cũ hơn đều tương thích với PSP Go. Sony xác nhận rằng hầu hết các trò chơi PSP dựa trên UMD được phát hành sau ngày 1 tháng 10 năm 2009, sẽ có sẵn để tải xuống và hầu hết các trò chơi chỉ dành cho UMD cũ hơn cũng có thể được tải xuống.
Vào tháng 2 năm 2010, có thông tin cho rằng Sony có thể sẽ ra mắt lại PSP Go do không được người tiêu dùng quan tâm và doanh số kém. Vào tháng 6 năm 2010, Sony bắt đầu cung cấp máy với 10 trò chơi có thể tải xuống miễn phí; cùng một đề nghị với Úc vào tháng Bảy. Ba trò chơi miễn phí cho PSP Go đã được cung cấp ở Mỹ. Vào tháng 10 năm đó, Sony đã thông báo sẽ giảm giá bán thiết bị. Vào ngày 20 tháng 4 năm 2011, nhà sản xuất thông báo rằng PSP Go sẽ bị ngừng sản xuất bên ngoài Bắc Mỹ để có thể tập trung vào PlayStation Vita.

### PSP Street (E1000)
PSP-E1000, được công bố tại Gamescom 2011, là một mô hình tập trung vào ngân sách đã được phát hành trên toàn khu vực PAL vào ngày 26 tháng 10 năm đó. E1000 thiếu khả năng kết nối Wi-Fi và có lớp vỏ màu đen than mờ tương tự như thiết bị mỏng PlayStation 3. Nó có một loa đơn âm thay vì loa âm thanh nổi của các mẫu trước đó và thiếu micrô. Mô hình này cũng thiếu các nút chỉnh độ sáng vật lý ở mặt trước của thiết bị cầm tay, thay vào đó là  cung cấp các điều khiển độ sáng trong menu 'Cài đặt Tiết kiệm năng lượng' của Phần mềm Hệ thống.
Một phiên bản màu trắng băng đã được phát hành tại các vùng lãnh thổ PAL vào ngày 20 tháng 7 năm 2012.

## Các gói và màu sắc
PSP đã được bán với bốn gói chính. Gói Base Pack, được gọi là Core Pack ở Bắc Mỹ, gồm máy, pin và bộ sạc chuyển đổi AC. Phiên bản này ra mắt tại Nhật Bản trước sau đó ở Bắc Mỹ và Châu Âu.
Nhiều phiên bản giới hạn của PSP được đi kèm với các phụ kiện, trò chơi hoặc phim. Các mô hình phiên bản giới hạn lần đầu tiên được phát hành tại Nhật Bản vào ngày 12 tháng 9 năm 2007; Bắc Mỹ và Châu Âu vào ngày 5 tháng 9; tại Úc vào ngày 12 tháng 9 và tại Anh vào ngày 26 tháng 10. PSP-2000 được sản xuất với các màu: đen piano, trắng gốm, bạc băng, xanh bạc hà, xanh dương felicia, tím oải hương, đỏ đậm, đồng mờ, xanh kim loại và hồng hoa là những màu tiêu chuẩn. Một số máy phiên bản đặc biệt có thêm hình khác và được hoàn thiện để bán chung với một số trò chơi nhất định, bao gồm Final Fantasy VII: Crisis Core (khắc bạc băng), Star Ocean: First Departure (khắc xanh dương), Gundam(đỏ bóng / đen mờ) và Monster Hunter Freedom (màu vàng, in lụa) ở Nhật Bản, Star Wars (Darth Vader, in lụa), God of War: Chains of Olympus (Kratos, in lụa) ở Bắc Mỹ, The Simpsons (vàng sáng với nút trắng, cần analog và khay đĩa màu trắng) ở Úc và New Zealand Spider-Man (đỏ bóng / đen mờ) ở Châu Âu.
PSP-3000 được sản xuất với các màu đen piano, trắng ngọc trai, bạc huyền bí, đỏ rạng rỡ, xanh dương rực rỡ, xanh linh hồn, hồng hoa, xanh ngọc lam và tím hoa cà. Phiên bản giới hạn "Big Boss Pack" của Metal Gear Solid: Peace Walker có họa tiết ngụy trang, trong khi gói God of War: Ghost of Sparta bao gồm một PSP hai tông màu đen và đỏ. Phiên bản Dissidia 012 Final Fantasy Cosmos & Chaos phát hành ngày 3 tháng 3 năm 2011, có một hình in của Amano làm khuôn mặt của PSP.
Dưới đây là so sánh các mẫu PlayStation Portable khác nhau:
| Mô hình                | Hình ảnh             | Kết nối / lưu trữ                                                            | Kết nối không dây                  | RAM và bộ nhớ trong                         | CPU                     | Hiển thị                                                               | Ngày phát hành ban đầu               | Phần mềm hệ thống gốc | Pin                                                 | Vẫn đang sản xuất    |
| ---------------------- | -------------------- | ---------------------------------------------------------------------------- | ---------------------------------- | ------------------------------------------- | ----------------------- | ---------------------------------------------------------------------- | ------------------------------------ | --------------------- | --------------------------------------------------- | -------------------- |
| PSP-1000               | Piano Black PSP-1000 | USB 2.0, UMD, Serial Port, Jack cắm tai nghe, Memory Stick PRO Duo           | 802.11b Wi-Fi, IRDA                | 32 MB, 32 MB System Software                | MIPS R4000 at 1~333 MHz | 4,3 in (110 mm) 30:17 TFT tại 480 × 272, 16.77 triệu màu               | Ngày 12 tháng 12 năm 2004 (Nhật Bản) | 1.00                  | 3.6 V DC 1800 mAh, có thể nâng cấp lên đến 2200 mAh | Đã ngừng             |
| PSP-2000               | Piano Black PSP-2000 | USB 2.0, UMD, Video Out, Jack cắm tai nghe, Memory Stick PRO Duo             | 802.11b Wi-Fi                      | 64 MB, 64 MB System Software                | MIPS R4000 at 1~333 MHz | 4,3 in (110 mm) 30:17 TFT tại 480 × 272, 16.77 triệu màu               | Tháng 9 năm 2007                     | 3.60                  | 3.6 V DC 1200 mAh, có thể nâng cấp lên đến 2200 mAh | Đã ngừng             |
| PSP-3000               | Silver PSP-3000      | USB 2.0, UMD, Video Out, Microphone, Jack cắm tai nghe, Memory Stick PRO Duo | 802.11b Wi-Fi                      | 64 MB, 64 MB System Software                | MIPS R4000 at 1~333 MHz | 4,3 in (110 mm) 30:17 TFT tại 480 × 272, 16.77 triệu màu               | October 2008                         | 4.20                  | 3.6 V DC 1200 mAh, có thể nâng cấp lên đến 2200 mAh | Đã ngừng (2012)      |
| PSP Go (PSP-N1000)     | Piano Black PSPGo    | All in One Port, Jack cắm tai nghe, Mic, Memory Stick Micro (M2)             | 802.11b Wi-Fi, Bluetooth 2.0 + EDR | 64 MB, 16 GB User và System Software Shared | MIPS R4000 at 1~333 MHz | 3,8 in (97 mm) 30:17 TFT at 480 × 272, 16.77 triệu màu, sliding screen | Tháng 10 năm 2009                    | 5.70                  | 3.6 V DC Pin không thể tháo rời                     | Đã ngừng (2011/2013) |
| PSP Street (PSP-E1000) | PSP-E1000            | USB 2.0, UMD, Jack cắm tai nghe, Memory Stick PRO Duo                        | Không                              | 64 MB, 64 MB System Software                | MIPS R4000 at 1~333 MHz | 4,3 in (110 mm) 30:17 TFT at 480 × 272, 16.77 triệu màu                | Tháng 10 năm 2011                    | 6.50                  | 3.6 V DC Pin không thể tháo rời                     | Đã ngừng (2014)      |

## Trò chơi

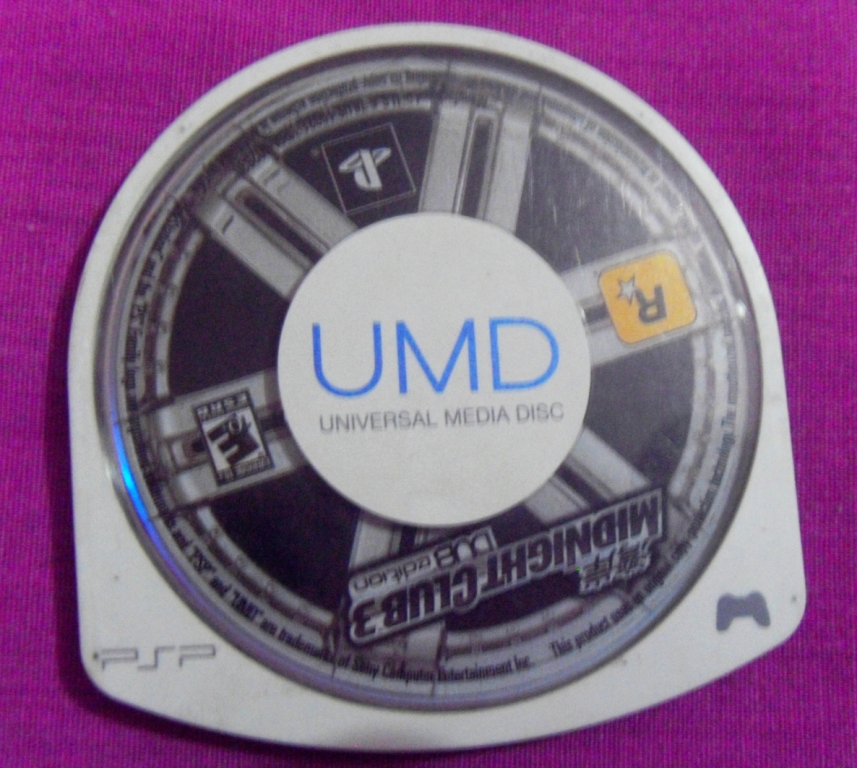
Một trò chơi PSP điển hình, trên một Universal Media Disc

### Chơi thử và giả lập
Vào cuối năm 2004, Sony đã phát hành một loạt trò chơi thử nghiệm trên PSP, bao gồm Duck In Water, world/ball, Harmonic City, và Luga City. Bản chơi thử cho các trò chơi PSP thương mại có thể được tải xuống và khởi động trực tiếp từ Thẻ nhớ. Các bản chơi thử đôi khi được phát hành ở định dạng UMD và được gửi qua đường bưu điện hoặc gửi cho khách hàng tại các cửa hàng bán lẻ. Ngoài ra, một số trò chơi PlayStation cũ hơn đã được phát hành lại; chúng có thể được chơi trên PSP bằng cách sử dụng trình giả lập. Tính đến  năm 2008, tính năng này có thể được chính thức truy cập thông qua dịch vụ PlayStation Network cho PlayStation 3, PSP, PlayStation Vita (hoặc PlayStation TV) hoặc máy tính cá nhân. Trình giả lập của PSP được phát triển rất tốt; một trong những trình giả lập đầu tiên là JPCSP, chạy trên Java. PPSSPP hiện là trình giả lập PSP nhanh nhất và tương thích nhất; nó hỗ trợ tất cả các trò chơi chính.

### Những trò chơi đáng chú ý
Đã có 1.370 trò chơi được phát hành cho PSP trong suốt 10 năm. Những tựa trò chơi khởi chạy cho PSP bao gồm; Ape Escape: On the Loose (Bắc Mỹ, Châu Âu, Nhật Bản), Darkstalkers Chronicle: The Chaos Tower (Bắc Mỹ, Châu Âu, Nhật Bản), Dynasty Warriors (tất cả các khu vực), Lumines (Bắc Mỹ, Châu Âu, Nhật Bản), Metal Gear Acid (Bắc Mỹ, Châu Âu, Nhật Bản), Need for Speed: Underground Rivals (Bắc Mỹ, Châu Âu, Nhật Bản), NFL Street 2: Unleashed (Bắc Mỹ, Châu Âu), Ridge Racer (Bắc Mỹ, Châu Âu, Nhật Bản), Spider-Man 2 (Bắc Mỹ, Châu Âu, Nhật Bản), Tiger Woods PGA Tour (Bắc Mỹ, Châu Âu, Nhật Bản), Tony Hawk's Underground 2 Remix (Bắc Mỹ, Châu Âu), Twisted Metal: Head-On (Bắc Mỹ, Châu Âu), Untold Legends: Brotherhood of the Blade (Bắc Mỹ, Châu Âu, Nhật Bản), Wipeout Pure (tất cả các khu vực), và World Tour Soccer: Challenge Edition (Bắc Mỹ, Châu Âu). Ngoài ra, Gretzky NHL và NBA là những tựa trò chơi ra mắt độc quyền ở Bắc Mỹ. Trò chơi PSP bán chạy nhất là Grand Theft Auto: Liberty City Stories, Grand Theft Auto: Liberty City Stories, đã bán được 7,6 triệu bản tính đến tháng 10 năm 2015.
Các trò chơi PSP bán chạy nhất khác bao gồm Grand Theft Auto: Vice City Stories, Monster Hunter Portable 3rd, Gran Turismo, và Monster Hunter Freedom Unite.[10] Retro City Rampage DX, được phát hành vào tháng 7 năm 2016, là trò chơi PSP cuối cùng được phát hành. Các trò chơi PSP được đánh giá tốt nhất trên Metacritic là God of War: Ghost of Sparta, Grand Theft Auto: Vice City Stories, và Daxter, Metal Gear Solid: Peace Walker là trò chơi PSP duy nhất nhận được điểm tuyệt đối từ Famitsū. Tại E3 2006, Sony Computer Entertainment America thông báo loạt Greatest Hits sẽ được mở rộng sang hệ máy PSP. Vào ngày 25 tháng 7 năm 2006, Sony Computer Entertainment America đã phát hành loạt Greatest Hits đầu tiên. Những tựa này bao gồm Ape Escape:On the Loose, ATV Offroad Fury: Blazin' Trails, Hot Shots: Open Tee, Twisted Metal: Head-On, và Wipeout Pure. Dòng PSP Greatest Hits bao gồm các trò chơi đã bán được 250.000 bản trở lên và đã được phát hành trong chín tháng. Các trò chơi PSP trong dòng sản phẩm này được bán lẻ với giá $ 19,99 mỗi trò chơi. Các trò chơi có thể tải xuống được giới hạn ở 1,8 GB, để đảm bảo cho bản phát hành UMD tiềm năng. Một phần của PlayStation Store dành riêng cho "Minis"; các trò chơi nhỏ hơn, rẻ hơn chỉ có sẵn dưới dạng tải xuống.

## Phát triển Homebrew và tùy chỉnh phần mềm

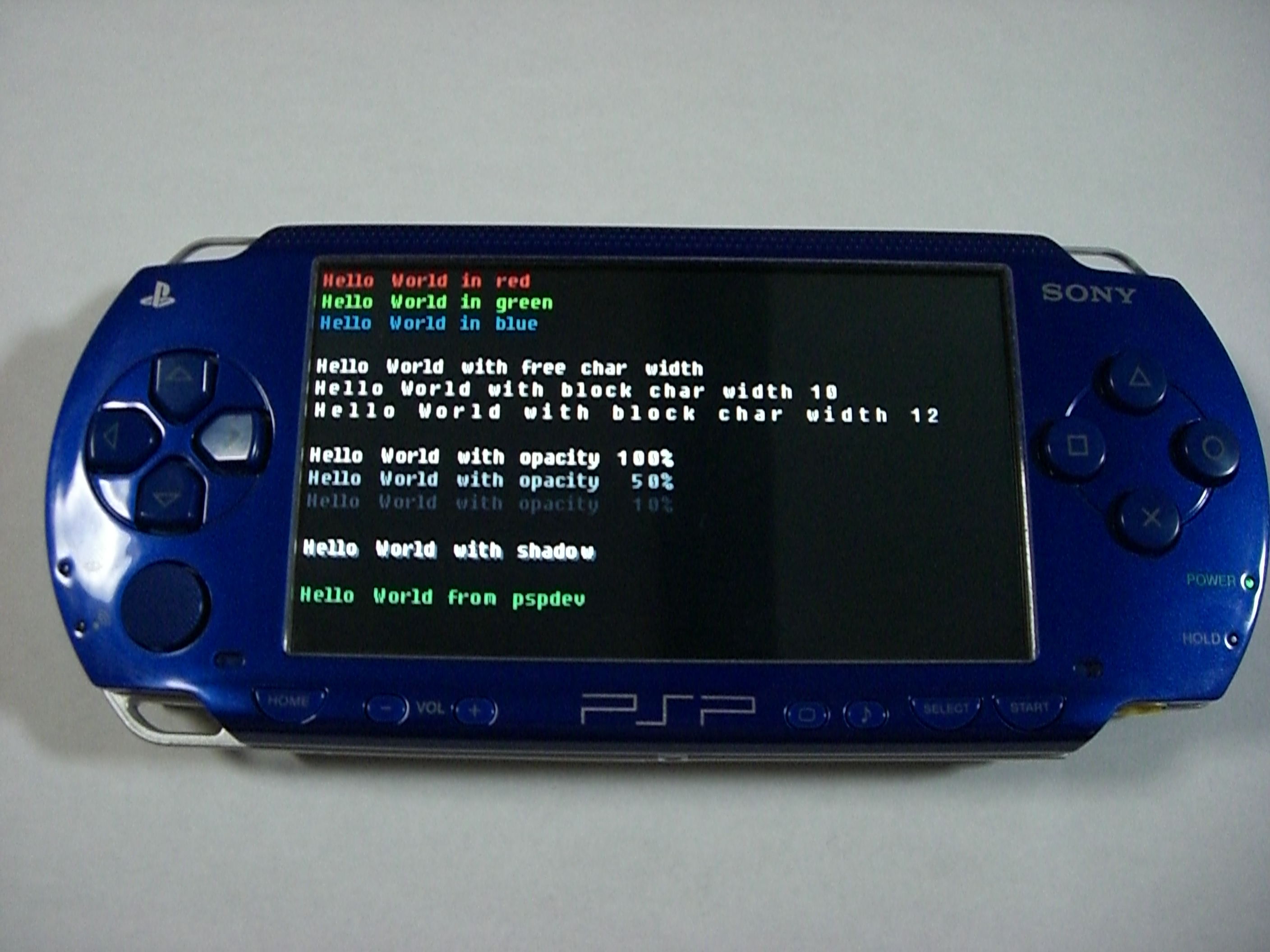
PSP-Homebrew

Vào ngày 15 tháng 6 năm 2005, tin tặc đã phân tích được bản mã của PSP và phân phối nó trực tuyến. Ban đầu, PSP được sửa đổi cho phép người dùng chạy mã tùy chỉnh và số lượng phần mềm hạn chế. Sony đã phản ứng lại bằng cách liên tục nâng cấp phần mềm. Homebrew là các ứng dụng PSP tùy chỉnh bao gồm các loại tính năng khác nhau bao gồm máy tính, điều khiển từ xa, quản lý tập tin, mô phỏng android, vv. Theo thời gian, mọi người có thể mở khóa phần mềm và cho phép người dùng chạy nhiều nội dung và phần mềm tùy chỉnh hơn

## Thiết bị ngoại vi

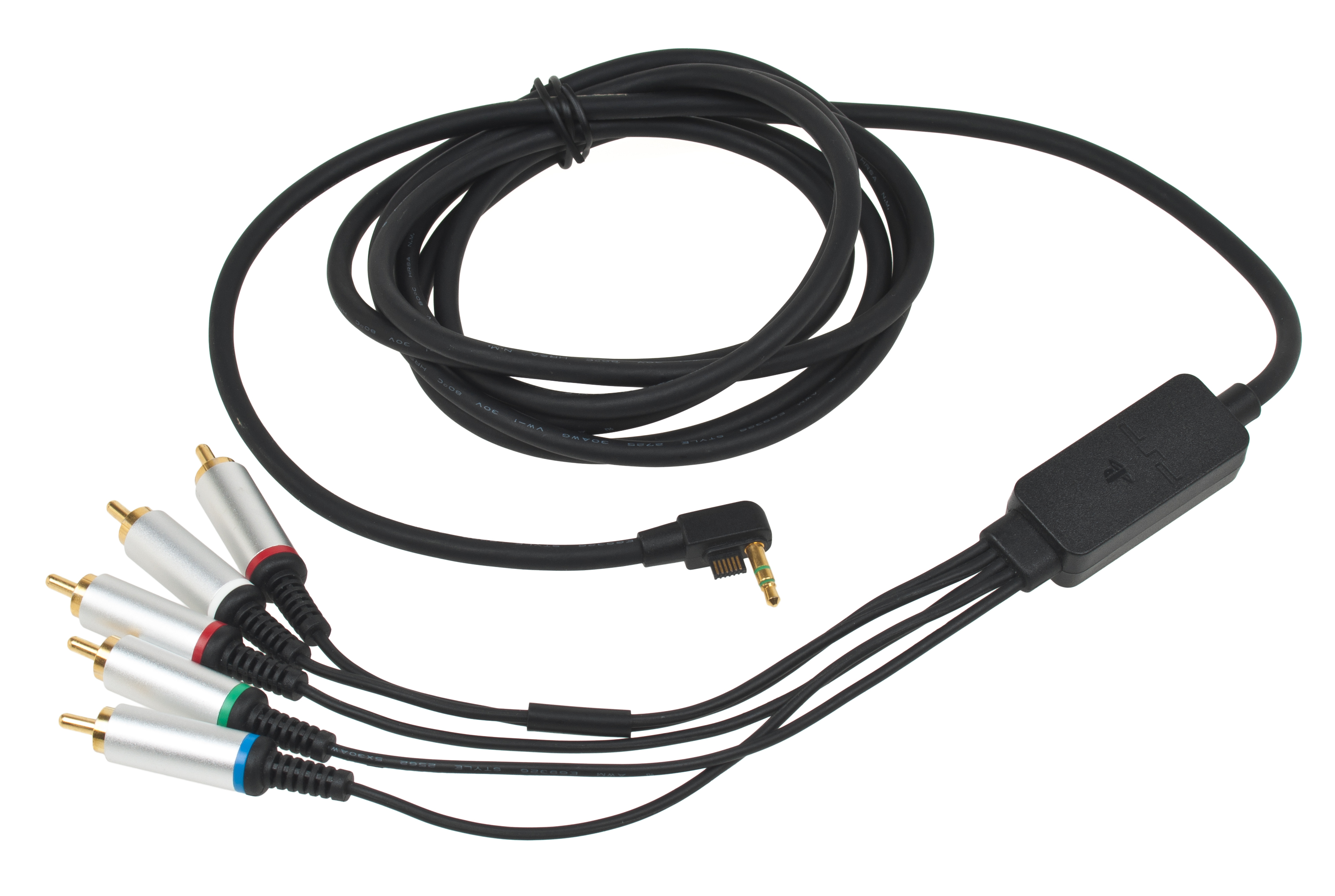
Cáp thành phần, cho phép các mẫu PSP-2000 và 3000 xuất âm thanh nổi tương tự và video thành phần tương tự (YP_{B}P_{R})

Các phụ kiện chính thức cho máy bao gồm bộ đổi nguồn AC, bộ chuyển đổi trên ô tô, tai nghe, tai nghe có điều khiển từ xa, pin 2200 mAh với thời lượng sử dụng kéo dài, bộ sạc pin, hộp đựng, túi đựng phụ kiện và khăn lau cũng như túi đựng máy và dây đeo cổ tay. Thiết bị ngoại vi bộ thu sóng truyền hình 1seg (model PSP-S310), được thiết kế đặc biệt cho PSP-2000, được phát hành tại Nhật Bản vào ngày 20 tháng 9 năm 2007.
Sony đã bán một phụ kiện GPS cho PSP-2000; này được phát hành lần đầu tiên ở Nhật Bản và được công bố cho Hoa Kỳ vào năm 2008. Nó có bản đồ trên UMD và cung cấp chỉ đường lái xe và hướng dẫn thành phố.
Sau khi PSP ngừng sản xuất, công ty điện tử Lenkeng của Trung Quốc đã phát hành bộ chuyển đổi PSP sang HDMI có tên LKV-8000A. Thiết bị tương thích với PSP-2000, PSP-3000 và PSP Go. Để khắc phục tình trạng trò chơi PSP hiển thị trên TV bị thu gọn trong một cửa sổ nhỏ có viền đen bao quanh, LKV-8000 có một nút thu phóng trên đầu nối. Một số công ty Trung Quốc khác đã phát hành bản sao của bộ nâng cấp này dưới các tên khác nhau, như Pyle PSPHD42. LKV-8000 và các biến thể của nó đã trở nên phổ biến đối với người chơi và người đánh giá như là phương tiện duy nhất để chơi và ghi lại trò chơi PSP trên một màn hình lớn.

### Web browser

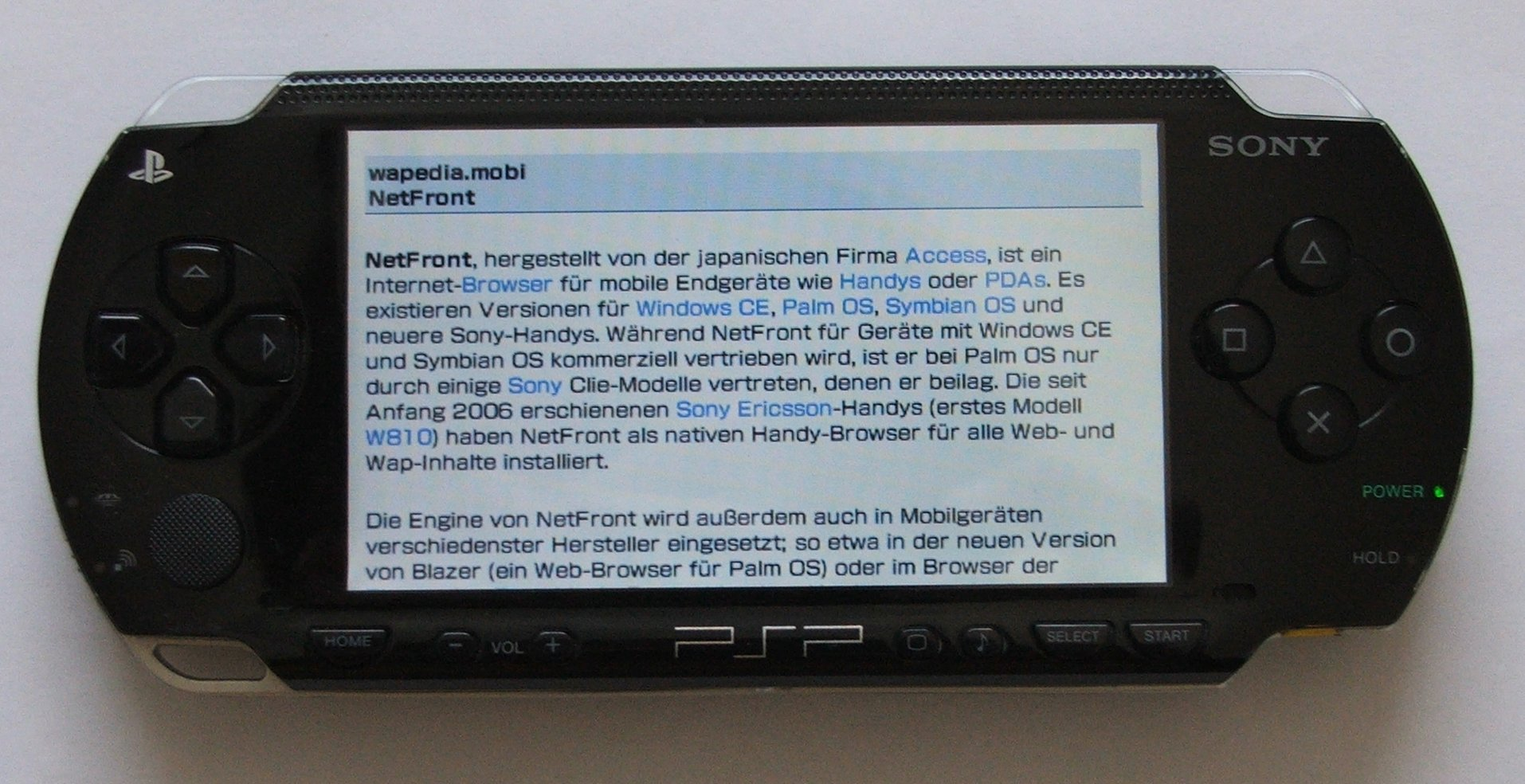
Web browser trên máy PSP-1000

PSP Internet Browser là một phiên bản của trình duyệt NetFront và đi kèm với máy thông qua một bản cập nhật. Trình duyệt hỗ trợ hầu hết các công nghệ web phổ biến, chẳng hạn như HTTP cookies, forms, CSS, và JavaScript cơ bản. Nó có tính năng duyệt theo tab giới hạn và có tối đa ba tab.

### Remote Play
Remote Play cho phép PSP truy cập nhiều tính năng của PlayStation 3 từ một vị trí từ xa bằng khả năng WLAN của PS3, mạng trong nhà hoặc Internet. Sử dụng Remote Play, người dùng có thể xem ảnh, nghe nhạc và xem video được lưu trữ trên PS3 hoặc các thiết bị USB được kết nối. Remote Play cũng cho phép PS3 được bật và tắt từ xa và cho phép PSP phát lại âm thanh từ PS3 tới hệ thống rạp hát tại gia. Mặc dù hầu hết các tính năng của PS3 đều có thể truy cập được bằng tính năng Remote Play, nhưng không hỗ trợ phát lại DVDs, Blu-ray Discs, trò chơi PlayStation, trò chơi PlayStation 2 hầu hết các trò chơi PS3 và các tệp được bảo vệ bằng bản sao lưu trên ổ cứng.

### VoIP access
Bắt đầu với phần mềm hệ thống phiên bản 3.90, PSP-2000, 3000 và Go có thể sử dụng dịch vụ Skype VoIP. Do hạn chế về mặt phần cứng, không thể sử dụng dịch vụ trên PSP-1000. Dịch vụ này cho phép thực hiện các cuộc gọi Skype qua Wi-Fi và - khi đang di chuyển - qua modem Bluetooth. Người dùng phải mua tín dụng của Skype để gọi điện thoại.

### Room cho PlayStation Portable
Tại Tokyo Game Show 2009, Sony đã thông báo một dịch vụ tương tự như PlayStation Home, dịch vụ dựa trên cộng đồng trực tuyến của PS3, đang được phát triển cho PSP. Được đặt tên là "Room" (cách điệu R∞M), nó đang được thử nghiệm ở Nhật Bản từ tháng 10 năm 2009 đến tháng 4 năm 2010. Nó có thể được khởi chạy trực tiếp từ PlayStation Network của XMB. Như trong Home, chủ sở hữu PSP sẽ có thể mời các chủ sở hữu PSP khác vào phòng của họ để "tận hưởng giao tiếp thời gian thực". Việc phát triển Room đã tạm dừng vào ngày 15 tháng 4 năm 2010, do phản hồi từ cộng đồng.

### Trình đọc truyện tranh kỹ thuật số
Sony hợp tác với các nhà xuất bản như Rebellion Developments, Disney, IDW Publishing, Insomnia Publications, Marvel Comics, và Titan Books để phát hành truyện tranh số hóa trên PlayStation Store. Ứng dụng Digital Comics Reader yêu cầu PSP có firmware 6.20.
Phần "Comic" của PlayStation Store được công chiếu tại Nhật Bản vào ngày 10 tháng 12 năm 2009, với các nhà xuất bản được cấp phépT ASCII Media Works, Enterbrain, Kadokawa, Kodansha, Shueisha, Shogakukan, Square-Enix, Softbank Creative (HQ Comics), Hakusensha, Bandai Visual, Fujimishobo, Futabasha, và Bunkasha. Nó cũng được ra mắt tại Mỹ và các nước PAL nói tiếng Anh vào ngày 16 tháng 12 năm 2009, mặc dù các số đầu tiên của Aleister Arcane, Astro Boy: Movie Adaptation, Star Trek: Enterprise Experiment và Transformers: All Hail Megatron đã được cung cấp sớm hơn vào ngày 20 tháng 11 thông qua mã đổi thưởng PlayStation Network trong thời gian giới hạn. Vào đầu năm 2010, ứng dụng đã được mở rộng sang các ngôn ngữ Đức, Pháp, Tây Ban Nha và Ý. Việc lựa chọn phần mềm Comic Reader theo khu vực được quyết định bởi khu vực firmware của PSP; Japanese Comic Reader sẽ không hiển thị truyện tranh được mua từ cửa hàng châu Âu và ngược lại. Sony đóng cửa dịch vụ Digital Comics vào tháng 9 năm 2012.

## Tiếp nhận và doanh số

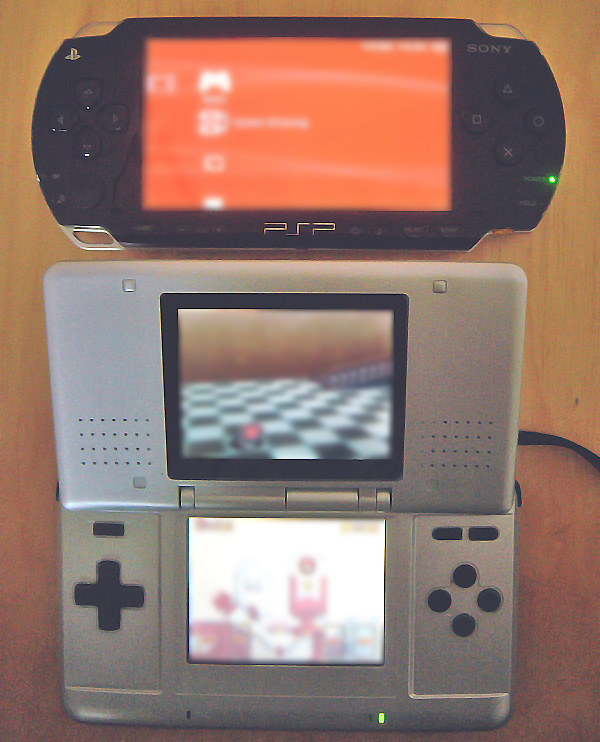
PSP và DS

PSP đã nhận được những đánh giá chung tích cực ngay sau khi ra mắt; hầu hết những người đánh giá đều lưu ý những điểm mạnh và điểm yếu tương tự. CNET đánh giá 8,5 trên 10 và khen máy có phần cứng mạnh và khả năng đa phương tiện của nó nhưng than phiền về việc thiếu lớp bảo vệ để che màn hình và bề mặt đọc của dĩa UMD. Engadget ca ngợi thiết kế của máy, nói rằng "đây chắc chắn là một thiết bị cầm tay nhỏ gọn được thiết kế tốt". PC World khen ngợi quyết định của Sony trong việc tích hợp khả năng Wi-Fi nhưng chỉ trích việc thiếu trình duyệt web khi khởi chạy cũng như hiện tượng lóa và nhòe do bề ngoài sáng bóng của máy. Hầu hết các nhà phê bình cũng khen màn hình lớn, sáng và khả năng phát lại âm thanh và video của máy. Vào năm 2008, Time đã liệt kê PSP là "tiện ích du lịch phải có", trích dẫn kho phim, khả năng viễn thông và chức năng GPS sắp ra mắt.
PlayStation Portable ban đầu được coi là vượt trội hơn Nintendo DS khi cả hai thiết bị này ra mắt vào đầu năm 2005 đối với sự chú trọng của các nhà thiết kế vào các thành tựu kỹ thuật của hệ thống. Tuy nhiên, Chủ tịch Nintendo of America, Reggie Fils-Aime, lại tập trung vào khía cạnh trải nghiệm của Nintendo DS. DS bắt đầu trở nên phổ biến hơn PSP từ rất sớm vì thu hút nhiều nhà phát triển bên thứ ba hơn. DS bán được nhiều máy hơn, một phần do màn hình cảm ứng, màn hình thứ hai và các yếu tố không dây.
Từ góc độ đa phương tiện, PSP cũng được coi là đối thủ cạnh tranh với các máy nghe nhạc di động, đặc biệt là iPod Video được phát hành cùng năm.
Các đánh giá về PSP Go rất khác nhau. Máy chủ yếu bị về giá bán ban đầu; Ars Technica cho rằng máy "quá đắt" và The Guardian nói chính chi phí là "vấn đề lớn nhất" mà máy phải đối mặt. Engadget cho biết Go chỉ có giá thấp hơn 50 đô la so với PS3, một sản phẩm vốn có đầu đĩa Blu-ray. Wired cho biết mẫu PSP-3000 cũ rẻ hơn và hỗ trợ UMD, và IGN tuyên bố việc tăng giá đã khiến PSP Go trở thành "hàng khó bán". Vị trí của cần analog bên cạnh D-pad cũng bị chỉ trích. Các nhà phê bình cũng nhận xét về sự thay đổi từ cổng mini-USB sang cổng độc quyền, khiến phần cứng và cáp của các mẫu trước đó không tương thích. Màn hình của Go được Ars Technica khen ngợi, họ gọi hình ảnh hiển thị qua màn hình "rực rỡ, sắc nét và rõ ràng" và T3 cho rằng "hình ảnh và video trông rất tuyệt". Bộ điều khiển nhận được nhiều ý kiến trái chiều; The Times mô tả "dễ làm quen ngay lập tức" trong khi CNET và Stuff gọi vị trí của cần analog là "quái đản". Khả năng sử dụng bộ điều khiển PS3 của thiết bị đã được The New Zealand Herald khen ngợi nhưng Ars Technica chỉ trích sự cần thiết phải kết nối bộ điều khiển và Go to PS3 để thiết lập ban đầu.
Đến ngày 31 tháng 3 năm 2007, PlayStation Portable đã xuất xưởng 25,39 triệu máy trên toàn thế giới với 6,92 triệu ở Châu Á, 9,58 triệu ở Bắc Mỹ và 8,89 triệu ở Châu Âu. Tại châu Âu, PSP đã bán được 4 triệu máy vào năm 2006 và 3,1 triệu vào năm 2007, theo ước tính của Electronic Arts. Năm 2007, PSP đã bán được 3,82 triệu máy ở Mỹ, theo NPD Group và 3.022.659 ở Nhật Bản theo Enterbrain. Năm 2008, PSP đã bán được 3.543.171 máy tại Nhật Bản, theo Enterbrain.
| Vùng     | Số máy đã bán ra                               | Bán lần đầu               |
| -------- | ---------------------------------------------- | ------------------------- |
| Nhật Bản | 19 triệu (tính đến ngày 28 tháng 4 năm 2013)   | Ngày 12 tháng 12 năm 2004 |
| Mỹ       | 17 triệu (tính đến ngày 14 tháng 3 năm 2010)   | Ngày 24 tháng 3 năm 2005  |
| Châu Âu  | 12 triệu (tính đến ngày 6 tháng 5 năm 2008)    | Ngày 1 tháng 9 năm 2005   |
| Anh      | 3.2 triệu(kể từ ngày 3 tháng 1 năm 2009)       | Ngày 1 tháng 9 năm 2005   |
| Thế giới | 76.3 triệu (tính đến ngày 31 tháng 3 năm 2012) | —                         |

Tại Mỹ, PSP đã bán được 10,47 triệu máy vào ngày 1 tháng 1 năm 2008, theo NPD Group. Tại Nhật Bản, trong tuần từ ngày 24 đến ngày 30 tháng 3 năm 2008, PSP gần như bán chạy hơn tất cả các máy chơi trò chơi điện tử khác cộng lại, bán được 129.986 chiếc, một số trong số đó được tặng kèm với Monster Hunter Portable 2nd G, trò chơi bán chạy nhất trong tuần đó, theo Media Create. Tính đến ngày 28 tháng 12 năm 2008, PSP đã bán được 11.078.484 máy tại Nhật Bản, theo Enterbrain. Tại Châu Âu, PSP đã bán được 12 triệu máy tính đến ngày 6 tháng 5 năm 2008, theo SCE Europe. Tại Anh, PSP đã bán được 3,2 triệu máy tính đến ngày 3 tháng 1 năm 2009, theo GfK Chart-Track.
Từ năm 2006 đến quý 3 năm 2010, PSP đã bán được 53 triệu máy. Trong một cuộc phỏng vấn năm 2009, Peter Dillon, phó chủ tịch tiếp thị cấp cao của Sony, cho biết việc vi phạm bản quyền trò chơi điện tử dẫn đến doanh số bán hàng thấp hơn mong đợi. Mặc dù hướng đến một đối tượng khác, PSP thực tế đã cạnh tranh trực tiếp với Nintendo DS. Trong vài năm cuối cùng của vòng đời, doanh số của các mẫu PSP bắt đầu giảm. Các lô hàng đến Bắc Mỹ đã kết thúc vào tháng 1 năm 2014, sau đó là châu Âu và vào ngày 3 tháng 6 năm 2014, Sony thông báo doanh số bán thiết bị tại Nhật Bản sẽ kết thúc. Việc sản xuất thiết bị và bán cho phần còn lại của châu Á sẽ tiếp tục. Trong suốt thời gian tồn tại, PSP bán được ít hơn 80 triệu máy so với Nintendo DS.

## Chiến dịch quảng cáo gây tranh cãi
Sony thừa nhận vào cuối năm 2005 đã thuê các nghệ sĩ graffiti phun sơn quảng cáo cho PSP tại bảy thành phố lớn của Mỹ bao gồm New York, Atlanta, Philadelphia và San Francisco. Theo Sony, họ đã trả tiền cho các doanh nghiệp và chủ sở hữu tòa nhà để có quyền phun sơn lên các bức tường. Một năm sau đó, Sony đã vận hành một chiến dịch áp phích ở Anh. Một trong những thiết kế áp phích có khẩu hiệu "Take a running jump here" đã được gỡ bỏ, do lo ngại rằng nó có thể khuyến khích hành vi tự sát.
Vào tháng 7 năm 2006, một tấm biển quảng cáo ở Hà Lan, miêu tả một phụ nữ da trắng đang nhấc cằm một phụ nữ da đen, nói "PlayStation Portable White is coming." Hai quảng cáo tương tự cũng tồn tại; một bức cho thấy hai người phụ nữ đối mặt với nhau ngang hàng trong tư thế chiến đấu, bức kia cho thấy người phụ nữ da đen ở vị trí chủ đạo hơn người phụ nữ da trắng. Rất dễ nhận thấy đây là quảng cáo phân biệt chủng tộc. Mục đích của các quảng cáo là để đối chiếu các phiên bản màu trắng và đen của máy. Những quảng cáo này không bao giờ được phát hành ở phần còn lại của thế giới, và đã bị dở bỏ khỏi Hà Lan sau cuộc tranh cãi. Quảng cáo đã thu hút giới báo chí quốc tế; Engadget cho biết Sony có thể đã hy vọng "tận dụng một cơn bão với mục đích PR".
Sony từng bị giám sát trực tuyến vào tháng 12 năm 2006 vì một chiến dịch tiếp thị du kích với những người đóng giả là các blogger trẻ, tuyệt vọng vì muốn có trong tay một cái PSP. Trang web được tạo ra bởi công ty quảng cáo Zipatoni.